# Penarth
Penarth er en by og community i Vale of Glamorgan (walisisk: Bro Morgannwg), Wales, omkring 6 km syd for Cardiff city centre på nordsiden af Severn Estuary i den sydlige ende af Cardiff Bay.
Penarth er den rigeste kystby i Cardiff Urban Area, og det er den næstestørste by i Vale of Glamorgan, efter administrationscentret Barry.
I viktoriatiden var Penarth en meget populær feriedestination, og blev promoveret som "The Garden by the Sea" og særligt personer fra Midlands og West Country besøgte byen samt dagsturister fra South Wales valleys, der primært kom med tog. I dag er byen stadig en populær feriedestination, primært for ældre personer, men mængden af turister er markant lavere end i viktoriatiden og frem til 1960'erne, hvor billige pakkerejser blev introduceret.
Byen har en stor andel af pensionister, der repræsenterer 24% af indbyggertallet, og den er hovedsageligt en soveby for pendlere til Cardiff. I 2001 var byens befolkningstal 20.396. Hele byområdet havde 27.226 indbyggere, men dette inkluderer ikke den nærliggende forstad Dinas Powys. Det gør dog Penarth til en af Wales' største byer.
Byen har stadig bevaret meget viktoriansk og edvardiansk arkitektur. Blandt byens øvrige attraktioner er Turner House Gallery, Cosmeston Lakes Country Park og Cosmeston Medieval Village.